# Air Luxor
Air Luxor was een Portugese luchtvaartmaatschappij opgericht in 1988. De luchtvaartmaatschappij is failliet en ging vanaf 2006 verder als Hi Fly.

## Vloot
- Airbus A319-100
- Airbus A320-200
- Airbus A330-200
- Airbus A330-300
- Boeing 767-200
- Lockheed L-1011 Tristar